# NGC 7655

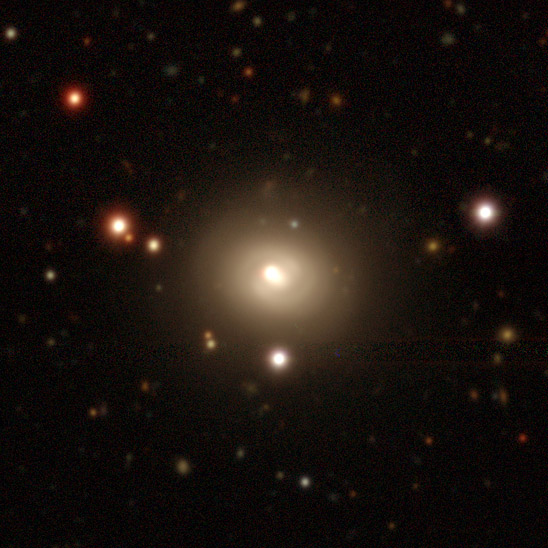
NGC 7425 par le projet « Legacy Surveys DR10 ».

NGC 7655 est une galaxie lenticulaire vue de face et située dans la constellation de l'Indien. Sa vitesse par rapport au fond diffus cosmologique est de 3 779 ± 59 km/s, ce qui correspond à une distance de Hubble de 55,7 ± 4,1 Mpc (∼182 millions d'al). NGC 7655 a été découverte par l'astronome britannique John Herschel en 1835.
Selon la base de données Simbad, NGC 7655 est une candidate au titre de galaxie active.